# Dušan Jajić
Dušan Jajić, född 4 juli 1998, är en svensk fotbollsspelare som spelar för Vasalunds IF.

## Klubbkarriär

### IFK Haninge/Brandbergen
Jajić moderklubb är IFK Haninge/Brandbergen. Han spelade tre matcher i Division 3 Södra Svealand 2013. Jajić gjorde två mål på 16 ligamatcher säsongen 2014.
Under sin tid i klubben var han och provtränade med såväl engelska Arsenal som italienska Atalanta.

### Hammarby IF
I mars 2015 värvades Jajić av Hammarby IF, där han skrev på ett treårskontrakt. Jajić gjorde sin A-lagsdebut för Hammarby IF den 27 juni 2015, då de besegrade Åtvidabergs FF med 3–0 i en träningsmatch. Även den allsvenska debuten kom mot Åtvidabergs FF, då Jajić hoppade in i den 89:e minuten i bortamatchen den 2 oktober 2015. I säsongens sista match, mot Halmstads BK, fick Dušan Jajić chansen från start i Allsvenskan för första gången. Totalt spelade Jajić två ligamatcher säsongen 2015.
Säsongen 2016 spelade Jajić totalt tre ligamatcher i Allsvenskan. I augusti 2016 lånades han ut till Enskede IK. Han spelade endast en ligamatch för Enskede, den 18 september 2016 mot Västerås SK (2–1-vinst).
I mars 2017 förlängde Jajić sitt kontrakt i Hammarby med tre år.

#### IK Frej (lån)
Den 21 juli 2017 lånades Jajić ut till IK Frej för resten av säsongen 2017. Han debuterade den 23 juli 2017 i en 3–0-förlust mot Dalkurd FF. Totalt spelade Jajić 14 ligamatcher och gjorde två mål säsongen 2017. IK Frej slutade på 14:e plats i Superettan 2017 och fick kvala mot Akropolis IF för fortsatt spel i Superettan 2018. Jajić spelade båda kvalmatcherna och IK Frej klarade sig kvar i Superettan.
Den 23 mars 2018 lånades Jajić ut på nytt till IK Frej. I premiäromgången av Superettan 2018 gjorde Jajić ett mål i en 2–2-match mot Norrby IF. Den 5 augusti 2018 gjorde han ett hattrick i en 5–2-vinst över Gefle IF. Totalt spelade Jajić 29 ligamatcher och gjorde nio mål för Frej under säsongen 2018.

### IF Brommapojkarna
I mars 2019 värvades Jajić av IF Brommapojkarna, där han skrev på ett treårskontrakt.

### Vendsyssel FF
I januari 2020 värvades Jajić av danska Vendsyssel FF, där han skrev på ett 3,5-årskontrakt.

### Västerås SK
Den 30 juni 2021 värvades Jajić av Västerås SK, där han skrev på ett 2,5-årskontrakt.

### GIF Sundsvall
Den 31 januari 2023 värvades Jajić av GIF Sundsvall på ett 3-årskontrakt. I juli 2024 lämnade han klubben efter att inte fått speltid under hela säsongen på grund av skadeproblem.

### Vasalunds IF
I augusti 2024 blev Jajić klar för spel i Vasalunds IF.

## Landslagskarriär
Jajić har varit en del av det svenska P98-landslaget sedan starten och gjorde sin landslagsdebut i årskullens andra landskamp, en 0-1-förlust mot Finlands dito.

## Karriärstatistik
| Klubb                   | Säsong             | Liga                      | Liga    | Liga | Nationell cup | Nationell cup | Övrigt  | Övrigt | Totalt  | Totalt |
| Klubb                   | Säsong             | Division                  | Matcher | Mål  | Matcher       | Mål           | Matcher | Mål    | Matcher | Mål    |
| ----------------------- | ------------------ | ------------------------- | ------- | ---- | ------------- | ------------- | ------- | ------ | ------- | ------ |
| IFK Haninge/Brandbergen | 2013               | Division 3 Södra Svealand | 3       | 0    | 0             | 0             | —       | —      | 3       | 0      |
| IFK Haninge/Brandbergen | 2014               | Division 3 Södra Svealand | 16      | 2    | 0             | 0             | —       | —      | 16      | 2      |
| IFK Haninge/Brandbergen | Totalt             | Totalt                    | 19      | 2    | 0             | 0             | —       | —      | 19      | 2      |
| Hammarby IF             | 2015               | Allsvenskan               | 2       | 0    | 0             | 0             | —       | —      | 2       | 0      |
| Hammarby IF             | 2016               | Allsvenskan               | 3       | 0    | 0             | 0             | —       | —      | 3       | 0      |
| Hammarby IF             | 2017               | Allsvenskan               | 3       | 0    | 3             | 0             | —       | —      | 6       | 0      |
| Hammarby IF             | 2018               | Allsvenskan               | 0       | 0    | 1             | 0             | —       | —      | 1       | 0      |
| Hammarby IF             | Totalt             | Totalt                    | 8       | 0    | 4             | 0             | —       | —      | 12      | 0      |
| Enskede IK (lån)        | 2016               | Division 1 Norra          | 1       | 0    | 0             | 0             | —       | —      | 1       | 0      |
| IK Frej (lån)           | 2017               | Superettan                | 14      | 2    | 0             | 0             | 2       | 0      | 16      | 2      |
| IK Frej (lån)           | 2018               | Superettan                | 29      | 9    | 0             | 0             | —       | —      | 29      | 9      |
| IK Frej (lån)           | Totalt             | Totalt                    | 43      | 11   | 0             | 0             | 2       | 0      | 45      | 11     |
| IF Brommapojkarna       | 2019               | Superettan                | 27      | 6    | 0             | 0             | —       | —      | 27      | 6      |
| Vendsyssel FF           | 2019/2020          | 1. division               | 8       | 0    | 0             | 0             | —       | —      | 8       | 0      |
| Vendsyssel FF           | 2020/2021          | 1. division               | 23      | 0    | 0             | 0             | —       | —      | 23      | 0      |
| Vendsyssel FF           | Totalt             | Totalt                    | 31      | 0    | 0             | 0             | —       | —      | 31      | 0      |
| Västerås SK             | 2021               | Superettan                | 16      | 3    | 1             | 1             | —       | —      | 17      | 4      |
| Västerås SK             | 2022               | Superettan                | 24      | 2    | 1             | 2             | —       | —      | 25      | 4      |
| Västerås SK             | Totalt             | Totalt                    | 40      | 5    | 2             | 3             | —       | —      | 42      | 8      |
| GIF Sundsvall           | 2023               | Superettan                | 8       | 0    | 3             | 0             | —       | —      | 11      | 0      |
| Vasalunds IF            | 2024               | Ettan Norra               | 5       | 3    | 0             | 0             | —       | —      | 5       | 3      |
| Vasalunds IF            | 2025               | Ettan Norra               | 2       | 0    | 0             | 0             | —       | —      | 2       | 0      |
| Vasalunds IF            | Totalt             | Totalt                    | 7       | 3    | 0             | 0             | —       | —      | 7       | 3      |
| Totalt i karriären      | Totalt i karriären | Totalt i karriären        | 184     | 27   | 9             | 3             | 2       | 0      | 195     | 30     |

1. ↑  Nedflyttningskvalmatcher mot Akropolis IF.[31][32]